# Birgitta Hedman
Ej att förväxla med läkaren, professor Birgitta Kolmodin-Hedman (född 1937)
Birgitta Elisabet Hedman, född 23 september 1936 i Sandviken, är en svensk statistiker. Hon introducerade jämställdhetsstatistiken i Sverige.

## Biografi
Birgitta Hedman växte upp i Sandviken. Hon är dotter till bergsingenjören Karl Bergold och Astrid, ogift Ramberg. Efter studentexamen flyttade hon till Uppsala för vidare studier vid Uppsala universitet. År 1961 blev hon politices magister i ämnena statistik, sociologi, nationalekonomi och statskunskap. År 1965 blev hon filosofie licentiat i statistik. Samma år började hon sin anställning vid Statistiska centralbyrån (SCB) där hon stannade till år 2001 då hon gick i pension. Fram till 1977 var hon chef för Metodenheten vid SCB. Därefter arbetade hon vid generaldirektörens kansli med strategisk planering av organisationen.

### På tal om kvinnor och män
År 1983 blev hon chef för funktionen för jämställdhetsstatistik. Hon började då tillsammans med en grupp medarbetare arbetet med den första publikationen om jämställdhet: "På tal om kvinnor och män. Lathund om jämställdhet 1984". Boken gavs ut i samband med den första Kvinnor kan-mässan i Göteborg. Den blev en stor succé som trycktes i 100 000 exemplar och blev SCB:s absoluta storsäljare. Boken innehöll pedagogiska tabeller och diagram som visade statistik om kvinnor och män inom många områden. Det var den första publikationen om jämställdhetsstatistik. 
Året efter, 1985, gavs boken ut på engelska "Women and Men in Sweden. Facts and Figures. Equal Opportunity, Know Your Facts 1985". Den presenterades på FN:s tredje kvinnokonferens i Nairobi. Den första "Lathunden" följdes av flera. På svenska gavs de ut 1988, 1990, 1993 och 1995. Från och med 1998 har boken givits ut vartannat år. Dessutom finns de på engelska. Hon ledde också arbetet med en annan publikation vid den här tiden: "Kvinno- och Mansvär(l)den. Fakta om jämställdheten i Sverige 1986". Det är en mer omfattande publikation med analyserande text kompletterad med diagram och tabeller. "Den är litet ovanlig för att vara en SCB-publikation i och med den har ett tydligt budskap: Sverige är ännu inte ett jämställt samhälle", skrev Ulf Jorner i boken Summa summarum.

### Könsuppdelad statistik
Birgitta Hedman drev starkt att individbaserad statistik skulle vara könsuppdelad. På så sätt blev både kvinnor och män synliga i statistiken. Tidigare var ofta kvinnor en "därav-grupp" av totalen. Hon bidrog till att det så småningom tillkom en särskild paragraf i statistikförordningen om att den individbaserade officiella statistiken skulle vara könsuppdelad. Den har senare förtydligats och lyder "Individbaserad officiell statistik skall vara uppdelad efter kön om det inte finns särskilda skäl mot detta." Detta har fått stort genomslag hos många statistikproducerande myndigheter både nationellt och internationellt. I "Platform for action", dvs. slutdokumentet från den fjärde kvinnokonferensen som hölls i Peking 1995 uppmanas länderna, i paragraferna 206 (a) och (b) och 207 (a) och (b), att verka för att statistik samlas in, analyseras och presenteras efter kön och ålder och återspeglar problem och frågeställningar som har betydelse för kvinnor och män i samhället. Länderna ska även svara för att regelbundet ta fram en lättillgänglig publikation där satistiken fördelas efter kön och som presenterar och tolkar aktuella data om kvinnor och män.

### Jämställdhetsstatistik i världen
Birgitta Hedmans internationella karriär började i slutet av 1980-talet. 1990-1991 gjorde hon ett avbrott från SCB för arbete i FN som rådgivare vid Statistics on Women in Development i New York. Även här bidrog hon till att statistiken skulle vara könsuppdelad och hon utvecklade nu jämställdhetsstatistik inom andra statistikområden, t.ex. folkräkningar, hushållsundersökningar och andra sociala och ekonomiska statistikprogram. Under tiden i FN liksom alla år därefter vid SCB verkade hon som konsult och gav stöd i utveckling av jämställdhetsstatistik och framställning av "Lathundar" i många länder, framförallt i Afrika, Asien, Latinamerika och Östeuropa. Hon har dessutom vid ett stort antal internationella jämställdhets- och statistikkonferenser presenterat förslag till förbättringar av jämställdhetsstatistik. 
Hon har inspirerat och medverkat till ett stort antal publikationer om kvinnor och män med fokus på olika områden. Publikationen "Engendering Statistics. A Tool for Change", som gavs ut 1996 var en lärobok i framställning av jämställdhetsstatistik som Birgitta Hedman skrev tillsammans med Francesca Perucci och Pehr Sundström.  Den har använts i utbildningar av användare och producenter av statistik med ett jämställdhetsperspektiv i olika länder. Boken finns på engelska, japanska, spanska, kinesiska och ryska.